# Canton de Roquevaire
Le canton de Roquevaire est une ancienne division administrative française située dans le département des Bouches-du-Rhône, dans l'arrondissement de Marseille.
Il est supprimé du redécoupage cantonal de 2014.

## Composition
| Nom                    | Code Insee | Intercommunalité                   | Superficie (km2) | Population (dernière pop. légale) | Densité (hab./km2) |
| ---------------------- | ---------- | ---------------------------------- | ---------------- | --------------------------------- | ------------------ |
| Roquevaire (chef-lieu) | 13086      | Métropole d'Aix-Marseille-Provence | 23,83            | 8 857 (2014)                      | 372                |
| Auriol                 | 13007      | Métropole d'Aix-Marseille-Provence | 44,64            | 11 417 (2016)                     | 256                |
| Belcodène              | 13013      | Métropole d'Aix-Marseille-Provence | 12,97            | 1 909 (2014)                      | 147                |
| La Bouilladisse        | 13016      | Métropole d'Aix-Marseille-Provence | 12,61            | 6 056 (2014)                      | 480                |
| Cadolive               | 13020      | Métropole d'Aix-Marseille-Provence | 4,18             | 2 135 (2014)                      | 511                |
| La Destrousse          | 13031      | Métropole d'Aix-Marseille-Provence | 2,93             | 3 320 (2014)                      | 1 133              |
| Gréasque               | 13046      | Métropole d'Aix-Marseille-Provence | 6,15             | 4 033 (2014)                      | 656                |
| Peypin                 | 13073      | Métropole d'Aix-Marseille-Provence | 13,35            | 5 465 (2014)                      | 409                |
| Saint-Savournin        | 13101      | Métropole d'Aix-Marseille-Provence | 5,89             | 3 266 (2014)                      | 554                |

## Représentation

### Conseillers généraux de 1833 à 2015
| Période | Période                   | Identité                          | Étiquette                  | Qualité |
| ------- | ------------------------- | --------------------------------- | -------------------------- | --- |
| 1833    | 1839                      | Alexandre Warrain (1784-1853)     |                            | Armateur à Marseille, banquier, administrateur de la Compagnie du chemin de fer de Lyon à Avignon Propriétaire à Marseille              |
| 1839    | 1848                      | André Reynard                     | Majorité Ministérielle     | Armateur et raffineur à Marseille Député (1830-1846) Maire de Marseille (1843-1848)                                                     |
| 1848    | 1864                      | Antoine François Aude             |                            | Ancien notaire Maire d'Aix-en-Provence (1835-1848)                                                                                      |
| 1864    | 1871                      | Julien Guigou                     |                            | Propriétaire, avocat, juge au Tribunal civil Ancien adjoint au maire de Marseille                                                       |
| 1871    | 1889                      | Félix Alexandre Abram (1834-1920) | Républicain                | Banquier, journaliste, avocat Ancien adjoint au maire de Marseille Propriétaire à Saint-Chamas Président du Conseil général (1884-1885) |
| 1889    | 1895                      | Marius Ollive (1860-1911)         | Socialiste                 | Instituteur (révoqué en 1894) Propriétaire à Cadolive                                                                                   |
| 1895    | 1901                      | Alexandre Tressaud                | Socialiste Révolutionnaire | Ouvrier cordonnier à Marseille Conseiller municipal de Marseille (1892-1895), puis maire de Saint-Savournin                             |
| 1901    | 1907                      | Paul Dauphin                      | Rad.                       | Restaurateur à Auriol |
| 1907    | 1912 (démission)          | Alexandre Tressaud                | Soc.ind.                   | Ouvrier cordonnier à Marseille |
| 1912    | 1924                      | Adrien Charles                    | Rad.                       | Pharmacien à Marseille Maire d'Auriol (1908-1924)                                                                                       |
| 1925    | 1929 (décès)              | Léopold Boi                       | SFIO                       | Employé à la mairie de Marseille Maire de Gréasque (1919-1929)                                                                          |
| 1930    | 1931                      | Maurice Guy                       | PRS                        | Médecin, conseiller municipal de Marseille                                                                                              |
| 1931    | 1941 (démission d'office) | Joseph Lasalarié                  | SFIO                       | Avocat à Marseille Révoqué par le Gouvernement de Vichy                                                                                 |
|         |                           |                                   |                            | |
| 1943    | 1945                      | Gustave Cuviller                  |                            | Maire de Roquevaire (1941-1943) Nommé conseiller départemental en 1943                                                                  |
|         |                           |                                   |                            | |
| 1945    | 1957 (décès)              | Joseph Lasalarié                  | SFIO                       | Avocat Sénateur (1948-1955) |
| 1957    | 1976                      | Isidore Gautier (1907-1999)       | PCF                        | Forgeron, mécanicien en cycles puis mineur à Gréasque Maire de La Bouilladisse (1945-1971)                                              |
| 1976    | 2008                      | Francis Pellissier                | PCF                        | Géomètre aux Houillères de Provence Maire de La Bouilladisse (1971-1998) Suppléant du député Roger Meï (1996-2002)                      |
| 2008    | 2015                      | Danièle Garcia                    | DVG puis PS                | Maire d'Auriol (2001-2020) Vice-présidente du Conseil général                                                                           |

### Conseillers d'arrondissement (de 1833 à 1940)
| Période                                  | Période          | Identité                | Étiquette           | Qualité |
| ---------------------------------------- | ---------------- | ----------------------- | ------------------- | --- |
| 1833                                     | 1839             | François Rabier         |                     | Fabricant de produits chimiques, maire d'Auriol                                                               |
| 1839                                     | 1848             | M. Mille                |                     | Juge de paix à Roquevaire                                                                                     |
|                                          |                  |                         |                     | |
| 1871                                     | 1877             | Alban Bénech            |                     | Notaire à Roquevaire                                                                                          |
| 1880                                     | 1886             | Jean-Baptiste Teisseire | Républicain radical | Propriétaire à Auriol                                                                                         |
| 1886                                     | 1892             | Antoine-Marius Tisot    | Socialiste          | Secrétaire de la chambre syndicale des boulangers de Marseille, conseiller municipal de Marseille (1892-1894) |
| 1892                                     | 1898             | François Négrel         | Républicain         | Propriétaire à Auriol                                                                                         |
| 1898                                     | 1904             | Henry Michel            |                     | Suppléant du juge de paix à Roquevaire                                                                        |
| 1904                                     | 1905 (démission) | Charles Cartier         | Socialiste          | Commerçant |
| 1905                                     | 1919             | Frédéric Caillol        | Radical             | Conducteur principal à la Compagnie PLM de Marseille, maire de La Destrousse                                  |
| 1919                                     | 1928             | Félix Jouve             | PRS                 | Constructeur mécanicien, maire de Roquevaire                                                                  |
| 1928                                     | 1934             | Joseph Boi              | SFIO                | Maire de Cadolive                                                                                             |
| 1934                                     | 1940             | Léon David              | PC-SFIC             | Forgeron à Roquevaire Déchu de son mandat par le décret du 27 septembre 1939 (décrets Daladier)               |
| 1940                                     |                  |                         |                     | Les conseils d'arrondissement ont été suspendus par la loi du 12 octobre 1940 et n'ont jamais été réactivés   |
| Les données manquantes sont à compléter. |                  |                         |                     | |

## Démographie
| 1962   | 1968   | 1975   | 1982   | 1990   | 1999   | 2006   | 2011   | 2012   |
| ------ | ------ | ------ | ------ | ------ | ------ | ------ | ------ | ------ |
| 14 442 | 15 781 | 18 792 | 24 386 | 32 054 | 39 318 | 43 892 | 46 107 | 46 105 |